# Санийак
Санийа́к (фр. и окс. Sanilhac) — коммуна во Франции, находится в регионе Рона — Альпы. Департамент коммуны — Ардеш. Входит в состав кантона Ларжантьер. Округ коммуны — Ларжантьер.
Код INSEE коммуны — 07307.

## Население
Население коммуны на 2008 год составляло 382 человека.
| 1962 | 1968 | 1975 | 1982 | 1990 | 1999 | 2008 |
| ---- | ---- | ---- | ---- | ---- | ---- | ---- |
| 240  | 277  | 243  | 291  | 343  | 346  | 382  |

## Экономика
В 2007 году среди 233 человек в трудоспособном возрасте (15—64 лет) 157 были экономически активными, 76 — неактивными (показатель активности — 67,4 %, в 1999 году было 69,8 %). Из 157 активных работали 135 человек (66 мужчин и 69 женщин), безработных было 22 (9 мужчин и 13 женщин). Среди 76 неактивных 12 человек были учениками или студентами, 36 — пенсионерами, 28 были неактивными по другим причинам.

## Фотогалерея

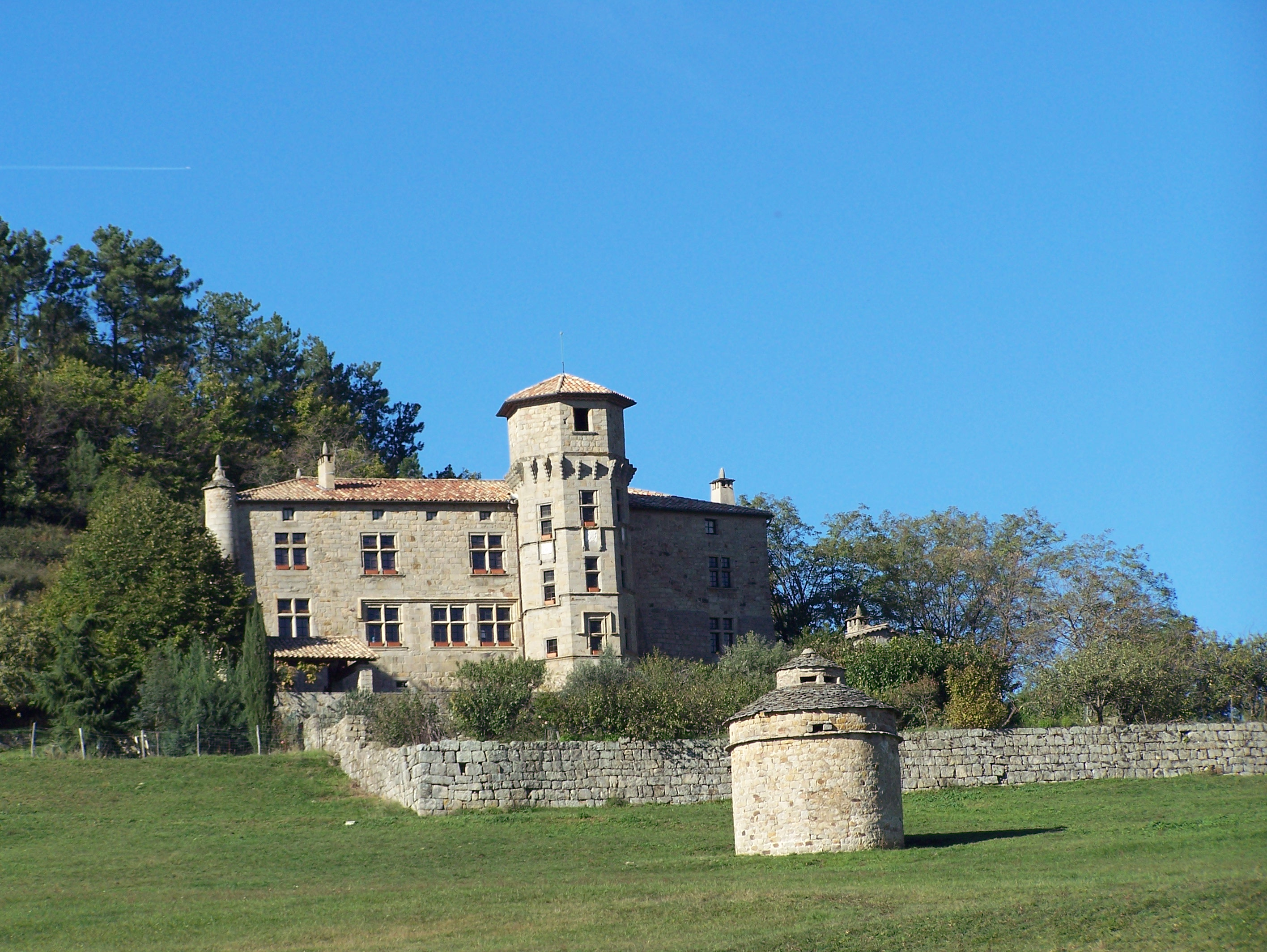
Замок Верса[фр.]
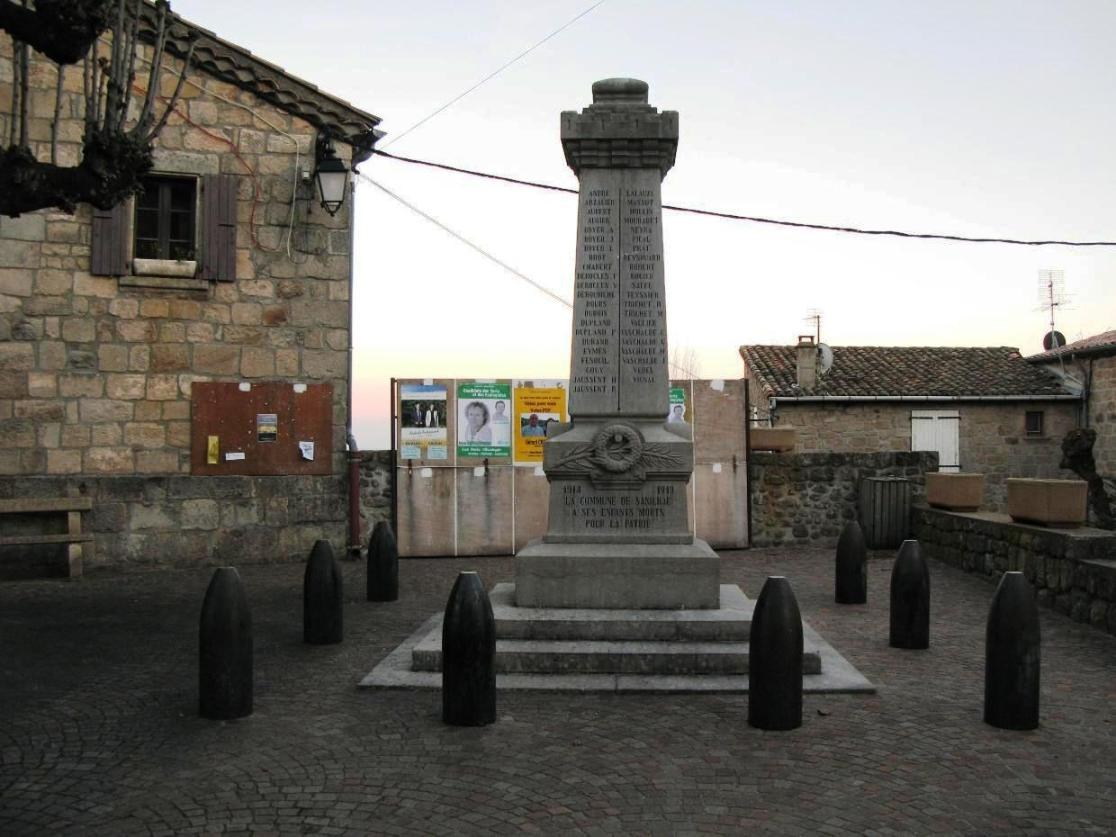
Памятник погибшим в Первой мировой войне
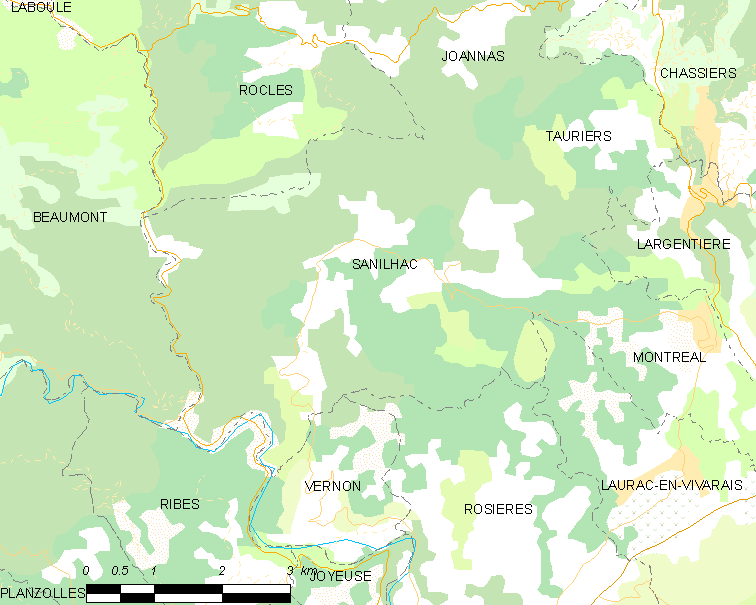
Карта коммуны